# Ratsarchiv Wittenberg
Das Ratsarchiv der Lutherstadt Wittenberg ist ein historisches Archiv, das bis in die Gegenwart weitergeführt wird und so die administrativen Vorgänge der Stadt seit dem späten 13. Jahrhundert dokumentiert. Das Archiv ist öffentlich zugänglich. Leiter des Archivs ist Andreas Wurda.

## Geschichte
Es wird davon ausgegangen, dass das Archiv bereits im Mittelalter über einen festen Standort innerhalb der der Stadt verfügte. Der früheste Nachweis des Archivs belegt dessen Unterbringung im Rathaus spätestens ab Ende des 16. Jahrhunderts. Neben Dokumenten auf Pergament und Papier verwahrt es auch Realien wie Siegel und Insignien, die ihrerseits Dokumente historischer Verwaltungsprozesse und politischer Vorgänge sind. Das Stadtarchivs steht seit dem frühen 20. Jahrhundert sowohl Laien, wie Fachleuten offen. Die Besucher des Archivs sind sowohl Heimatforscher als auch Wissenschaftler aus allen Teilen der Welt.

## Inhaltliches Profil
Das Ratsarchiv beinhaltet Schriftstücke sehr unterschiedlichen Alters, Inhalts und Umfangs. Ihnen allen gemeinsam ist, dass sie im Wesentlichen Vorgänge behandeln, die die Verwaltung Wittenbergs einschließlich ihrer Ratsdörfer und weiteren auswärtigen Besitztümer berühren. Die ältesten Schriftstücke, die von der Tätigkeit der Verwaltung des Rates der Stadt Wittenberg zeugen, sind über 700 Jahre alt; die jüngsten entstammen der unmittelbaren Gegenwart und sind nur wenige Jahre alt. Diese historische Tiefe ist für einen „lebendes Archiv“ bemerkenswert. Der gesamte Bestand umfasst derzeit etwa 547 laufende Meter.

## Räumliche Situation
Nachdem das Ratsarchiv über Jahrhunderte im Rathaus untergebracht war, erfolgte nach dem Ersten Weltkrieg eine Verlagerung in das Wittenberger Schloss, zum Teil auch im Melanchthonhaus. Mit dessen Sanierung und Neukonzeption ab 2012 erfolgte eine vorübergehende Unterbringung im Zeughaus. Seit 2015 ist das Archiv im Stadthaus in räumlicher Nähe zur historischen Stadtinformation untergebracht. Das Archiv bildet so ein Potential zur Erschließung der anderen historischen Sammlungen der Stadt und zu ihrer Musealisierung insbesondere im Museum der städtischen Sammlungen im Zeughaus, mit dem es institutionell und personell assoziiert ist.